# Есоа
Есоа (фр. Essoyes) насеље је и општина у североисточној Француској у региону Шампањ-Арден, у департману Об која припада префектури Троа.
По подацима из 2011. године у општини је живело 728 становника, а густина насељености је износила 20,47 становника/km². Општина се простире на површини од 35,57 km². Налази се на средњој надморској висини од 190 метара.

## Демографија
| 1962. | 1968. | 1975. | 1982. | 1990. | 1999. | 2011. |
| ----- | ----- | ----- | ----- | ----- | ----- | ----- |
| 662   | 741   | 720   | 679   | 685   | 650   | 728   |

График промене броја становника у току последњих година